# 西藏绒毛鼯鼠
西藏绒毛鼯鼠（学名：Eupetaurus tibetensis）也称西藏羊绒鼯鼠，一种于中国西藏西部高黎贡山地区发现的啮齿动物，隶属于松鼠科鼯鼠族（中国大陆学术界一般视为鼯鼠科）绒鼯鼠属（羊绒鼯鼠属）。

## 发现
早在19世纪在中国西藏就发现了本种的皮毛，因其来自市场，西方学者多视为绒鼯鼠（Eupetaurus cinereus）贸易流通的产物。2021年，中外科学家通过对的24件绒鼯鼠标本进行了细致的形态学和遗传学比较，最终确认本种为独立物种。

## 形态特征
西藏绒毛鼯鼠身体背部为棕灰色，毛尖泛白的程度比绒鼯鼠（Eupetaurus cinereus）轻；腹部为灰色泛黄。